# Pozadinski sastav
Pozadinski sastav je glazbeni sastav koji prati vodeći vokal na svirkama uživo ili na snimanjima. Pozadinski sastav također može pratiti instrumentalnog solista, poput vodećeg gitarista ili solo guslača, iako potpuno instrumentalna izvedba bez pjevanja nije uobičajena u popularnoj i tradicijskoj glazbi. Ovakav sastav može biti etablirana dugotrajna skupina s malo ili bez ikakve promjene u člnastvu ili može biti ad hoc skupljeni sastav za pojedinu predstavu ili jedno snimanje. Ad hoc ili "skupljene" sastave obično čine sesijski glazbenici.
Pozadinski sastavi mogu biti i za kazališne predstave, kao što su bili The Ministry of Wolves koji je od skupljene četvorice etabliranih glazbenika (Mick Harvey, Paul Wallfisch, Danielle de Picciotto, Alexander Hacke (Alexander von Borsig, wunderkinda na tadašnjoj berlinskoj alternativnoj sceni, najeksponiranijem ogranku Neue Deutsche Wellea) za jednu kazališnu predstavu u Teater Dortmund pošao na svjetsku turneju.

## Poznati pozadinski sastavi
Među najpoznatije, najdugotrajnije i najviše etablirane pozadinske sastave s vodećim glazbenikom spadaju:
| - Ace in the Hole (George Strait) - Booker T. & the M.G.'s (Otis Redding) - Bluesbreakers (John Mayall) - Crazy Horse (Neil Young) - Double Trouble (Stevie Ray Vaughan) - Drifting Cowboys (Hank Williams) - Kami Band (Suzuka Nakamoto) - Miami Sound Machine (Gloria Estefan) - Mink DeVille (Willy Deville) - Parliament Funkadelic (George Clinton) - Patti Smith Group (Patti Smith) - Scarlet Fever (Cee-Lo Green) - Spearhead (Michael Franti) - The Aces (Desmond Dekker) - The All Stars (Junior Walker) - The Animals (Eric Burdon) - The Ants (Adam) - The Attractions (Elvis Costello) - The Bad Seeds (Nick Cave) - The Band (Bob Dylan) - The Blackhearts (Joan Jett) - The Blockheads (Ian Dury) - The Bluebelles (Patti Labelle) - The Cardinals (Ryan Adams) - The E Street Band (Bruce Springsteen) - The Eagles (Linda Ronstadt) - The F.C.C. (Serj Tankian) - The Flecktones (Bela Fleck) - The Four Seasons (Frankie Valli) - The Funky Bunch (Marky Mark) | - The Heartbreakers (Tom Petty) - The Hot Band (Emmylou Harris) - The Impressions (Curtis Mayfield) - The Jordanaires (Elvis Presley) - The Magic Band (Captain Beefheart) - The Maytals (Toots) - The Miracles (Smokey Robinson) - The Mothers of Invention (Frank Zappa) - The New Power Generation (Prince) - The News (Huey Lewis) - The Pips (Gladys Knight) - The Raelettes (Ray Charles) - The Revolution (Prince) - The Rumour (Graham Parker) - The SFA (Jonathan Davis) - The Shadows (Cliff Richard) - The Shondells (Tommy James) - The Sixers (Stephen Kellogg) - The Spiders from Mars (David Bowie) - The Stooges (Iggy Pop) - The Strangers (Merle Haggard) - The Sunshine Band (KC) - The Supremes (Diana Ross) - The Tennessee Three (Johnny Cash) - The Vandellas (Martha Reeves) - The Voidoids (Richard Hell) - The Wailers (Bob Marley) - The Waves (Katrina Leskanich) - Union Station (Alison Krauss) |